# Louis-Napoléon Bonaparte (1914–1997)
Louis-Napoléon Bonaparte, kallad prins Napoleon, född 23 januari 1914 i Bryssel, död 3 maj 1997 var en fransk tronpretendent.

## Biografi
Han var son till Victor Jérôme Bonaparte och Clementine av Belgien och uppfostrades i landsförvisning i Belgien. När andra världskriget bröt ut anmälde sig Louis som frivillig till franska armén men blev avvisad; han blev ej heller antagen till brittiska flottan. Istället slöt han sig till Främlingslegionen och tjänstgjorde i Afrika, men demobiliserades efter vapenstilleståndet 1940. Eftersom han inte kunde erhålla tillstånd att bosätta sig i Frankrike, slog han sig ned i Schweiz.
Två år senare sökte han sig på hemliga vägar till Frankrike med avsikt att ansluta sig till de fria franska styrkorna i Algeriet. Han blev fängslad av en tysk patrull, internerades först på slottet Ham och sedan i ett fängelse i Fresnes. Påföljande år blev han frisläppt. Louis lyckades komma i kontakt med motståndsrörelsen och slöt sig till den hemliga Carolbataljonen som tog upp kampen sida vid sida med de allierade trupperna efter landstigningen i Normandie 1944. Han blev svårt sårad i augusti 1944, men bad general Charles de Gaulle, som var chef för den provisoriska franska regeringen, om tillstånd att få stanna kvar i den franska armén.

### Familj
1949 gifte han sig med grevinnan Alix de Foresta (född 1926). Exillagen upphävdes officiellt 1950 och deras förstfödda, tvillingarna Charles och Cathérine, var de första ur familjen Bonaparte som föddes på fransk jord på 94 år.
Barn:
1. Charles Napoleon Bonaparte, född 1950
2. Cathérine, född 1950
3. Clémentine, född 1952
4. Jérôme, född 1957